# Bruno Saint-Jacques
Pour les articles homonymes, voir Saint-Jacques.
Bruno Saint-Jacques (né le 22 août 1980 à Pointe-aux-Trembles, province de Québec) est un joueur professionnel canadien de hockey sur glace. Il évolue au poste de défenseur.

## Carrière en club
Il attaque sa carrière en 1997 dans la Ligue de hockey junior majeur du Québec en jouant pour le Drakkar de Baie-Comeau. Il est choisi au cours du repêchage d'entrée dans la LNH 1999 dans la Ligue nationale de hockey par les Flyers de Philadelphie en 9e ronde, en 253e position. En 2000, il passe professionnel avec les Phantoms de Philadelphie dans la Ligue américaine de hockey. En 2001, il joue ses premiers matchs en LNH avec les Flyers de Philadelphie. Le 7 février 2003, une transaction l'échange avec Pavel Brendl aux Hurricanes de la Caroline en retour de Sami Kapanen et Ryan Bast. Il est envoyé aux Mighty Ducks d'Anaheim le 3 octobre 2005 en retour de Craig Adams. Il est assigné aux Pirates de Portland et joue un match et marque un but avec les Ducks. Le 28 décembre 2006, il est échangé avec Pierre-Alexandre Parenteau aux Blackhawks de Chicago en retour de Sébastien Caron, Matt Keith et Chris Durno. Il part en Europe en 2008. Il intègre l'effectif du ERC Ingolstadt, de la DEL, ligue d'élite allemande basé à Ingolstadt.
Le 19 juillet 2012, il signe un contrat avec les Marquis de Jonquière de la Ligue nord-américaine de hockey.

## Statistiques
| Saison     | Équipe                                | Ligue      |    | Saison régulière | Saison régulière | Saison régulière | Saison régulière | Saison régulière |   | Séries éliminatoires | Séries éliminatoires | Séries éliminatoires | Séries éliminatoires | Séries éliminatoires |
| Saison     | Équipe                                | Ligue      | PJ | B                | A                | Pts              | Pun              | PJ               | B | A                    | Pts                  | Pun                  |                      |                      |
| 1996-1997  | Collège Français de Montréal-Bourassa | Midget AAA | 40 | 5                | 8                | 13               |                  | 16               | 0 | 7                    | 7                    |                      |                      |                      |
| 1997-1998  | Drakkar de Baie-Comeau                | LHJMQ      | 63 | 1                | 11               | 12               | 140              |                  |   |                      |                      |                      |                      |                      |
| 1998-1999  | Drakkar de Baie-Comeau                | LHJMQ      | 49 | 8                | 13               | 21               | 85               |                  |   |                      |                      |                      |                      |                      |
| 1999-2000  | Drakkar de Baie-Comeau                | LHJMQ      | 60 | 8                | 28               | 36               | 120              | 6                | 0 | 2                    | 2                    | 10                   |                      |                      |
| 1999-2000  | Phantoms de Philadelphie              | LAH        | 3  | 0                | 1                | 1                | 0                | 1                | 0 | 0                    | 0                    | 0                    |                      |                      |
| 2000-2001  | Phantoms de Philadelphie              | LAH        | 45 | 1                | 16               | 17               | 83               | 10               | 1 | 0                    | 1                    | 16                   |                      |                      |
| 2001-2002  | Phantoms de Philadelphie              | LAH        | 55 | 3                | 11               | 14               | 59               | 4                | 0 | 0                    | 0                    | 0                    |                      |                      |
| 2001-2002  | Flyers de Philadelphie                | LNH        | 7  | 0                | 0                | 0                | 2                |                  |   |                      |                      |                      |                      |                      |
| 2002-2003  | Phantoms de Philadelphie              | LAH        | 30 | 0                | 7                | 7                | 46               |                  |   |                      |                      |                      |                      |                      |
| 2002-2003  | Lock Monsters de Lowell               | LAH        | 8  | 1                | 1                | 2                | 8                |                  |   |                      |                      |                      |                      |                      |
| 2002-2003  | Flyers de Philadelphie                | LNH        | 6  | 0                | 0                | 0                | 2                |                  |   |                      |                      |                      |                      |                      |
| 2002-2003  | Hurricanes de la Caroline             | LNH        | 18 | 2                | 5                | 7                | 12               |                  |   |                      |                      |                      |                      |                      |
| 2003-2004  | Lock Monsters de Lowell               | LAH        | 6  | 0                | 0                | 0                | 8                |                  |   |                      |                      |                      |                      |                      |
| 2003-2004  | Hurricanes de la Caroline             | LNH        | 35 | 0                | 2                | 2                | 31               |                  |   |                      |                      |                      |                      |                      |
| 2004-2005  | Lock Monsters de Lowell               | LAH        | 68 | 2                | 12               | 14               | 60               | 11               | 1 | 4                    | 5                    | 4                    |                      |                      |
| 2005-2006  | Pirates de Portland                   | LAH        | 60 | 6                | 19               | 25               | 55               | 14               | 3 | 4                    | 7                    | 18                   |                      |                      |
| 2005-2006  | Mighty Ducks d'Anaheim                | LNH        | 1  | 1                | 0                | 1                | 0                |                  |   |                      |                      |                      |                      |                      |
| 2006-2007  | Pirates de Portland                   | LAH        | 25 | 1                | 8                | 9                | 26               |                  |   |                      |                      |                      |                      |                      |
| 2006-2007  | Admirals de Norfolk                   | LAH        | 37 | 4                | 8                | 12               | 33               | 6                | 0 | 2                    | 2                    | 10                   |                      |                      |
| 2007-2008  | Crunch de Syracuse                    | LAH        | 13 | 0                | 8                | 8                | 16               |                  |   |                      |                      |                      |                      |                      |
| 2007-2008  | Pirates de Portland                   | LAH        | 48 | 8                | 12               | 20               | 49               | 6                | 0 | 3                    | 3                    | 17                   |                      |                      |
| 2008-2009  | ERC Ingolstadt                        | DEL        | 41 | 9                | 16               | 25               | 68               |                  |   |                      |                      |                      |                      |                      |
| 2009-2010  | ERC Ingolstadt                        | DEL        | 46 | 9                | 15               | 24               | 137              | 4                | 0 | 1                    | 1                    | 6                    |                      |                      |
| 2010-2011  | ERC Ingolstadt                        | DEL        | 51 | 5                | 7                | 12               | 86               | 1                | 0 | 1                    | 1                    | 0                    |                      |                      |
| 2011-2012  | Straubing Tigers                      | DEL        | 42 | 6                | 15               | 21               | 87               | 8                | 3 | 1                    | 4                    | 6                    |                      |                      |
| 2012-2013  | Marquis de Jonquière                  | LNAH       | 27 | 12               | 21               | 33               | 22               | 11               | 8 | 10                   | 18                   | 12                   |                      |                      |
| 2013-2014  | Marquis de Jonquière                  | LNAH       | 30 | 3                | 25               | 28               | 36               | 6                | 1 | 2                    | 3                    | 6                    |                      |                      |
| 2014-2015  | Marquis de Jonquière                  | LNAH       | 27 | 7                | 15               | 22               | 26               | 9                | 0 | 9                    | 9                    | 10                   |                      |                      |
| 2015-2016  | Prédateurs de Laval                   | LNAH       | 32 | 6                | 17               | 23               | 44               | 10               | 3 | 3                    | 6                    | 17                   |                      |                      |
| 2016-2017  | Assurancia de Thetford                | LNAH       | 31 | 5                | 19               | 24               | 19               | 13               | 0 | 3                    | 3                    | 16                   |                      |                      |
| 2017-2018  | Assurancia de Thetford                | LNAH       | 25 | 2                | 7                | 9                | 33               | 3                | 0 | 0                    | 0                    | 0                    |                      |                      |
| Totaux LNH | Totaux LNH                            | Totaux LNH | 67 | 3                | 7                | 10               | 47               |                  |   |                      |                      |                      |                      |                      |

## Trophées et honneurs personnels
- Ligue nord-américaine de hockey
  - 2012-2013 : remporte la Coupe Canam, le Trophée des médias remis au meilleur joueur des séries éliminatoires avec les Marquis de Jonquière et élu sur l'équipe d'étoiles.
  - 2013-2014 : remporte la Coupe Canam avec les Marquis de Jonquière.